# Martin Stoelinga

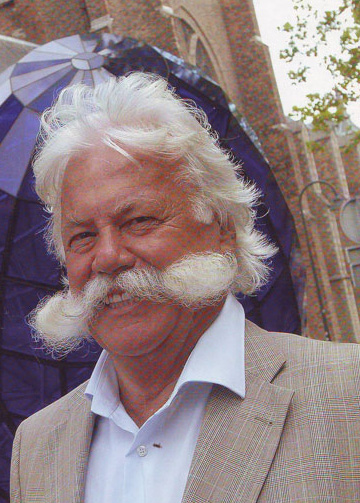
Martin Stoelinga (2013)

Martin Stoelinga (Eindhoven, 3 mei 1943 – Delft, 25 maart 2021), bijgenaamd De Snor of De Stoel, was een bekende plaatselijke politicus in de stad Delft.

## Biografie

### Politieke carrière
Stoelinga was achtereenvolgens voorman van Leefbaar Delft, Onafhankelijk Delft en de Groep Stoelinga. 
Stoelinga was in 2002 ondernemer in sportkleding en de automatenbranche en vond zijn drijfveer om de politiek in te gaan in zijn ergernis over het toelatingsbeleid van automatenhallen in de stad. Door de jaren heen ging hij zich steeds inzetten voor mensen die vonden dat hen groot onrecht was aangedaan door de plaatselijke overheid. Stoelinga maakte zich boos op het politieke establishment, die hij er regelmatig van beschuldigde alleen maar in het stadhuis te zitten voor het geld dat ze ervoor kregen. In de jaren 1960 en 1970 was hij manager van de popbands After Tea, Unit Gloria (met Robert Long) en Daddy’s Act. Ook was hij de ontdekker van Nico Haak.
In mei 2004 kwam Stoelinga in aanvaring met de opgestapte VVD-wethouder Christiaan Baljé. De juridische strijd die daarop volgde, staat bekend als de Gondelaffaire. In de plaatselijke politiek keerden velen Stoelinga en zijn partijen de rug toe, omdat die zich verzetten tegen de komst van moslims in Delft. Mede hierdoor bleven Leefbaar Delft en Onafhankelijk Delft buiten de colleges.
Onafhankelijk Delft groeide in 2018 van vier naar vijf zetels en was de grootste partij in 19 van de 49 Delftse stemlokalen. De partij haalde veel stemmen in de wijken Vrijenban, Voorhof, Buitenhof en Tanthof. Vlak voor zijn overlijden kwam zijn grootste politieke wens uit: het fuseren van de lokale partijen Stadsbelangen Delft en de Groep Stoelinga.

### Sport
Stoelinga was voetbaltrainer bij SV Wippolder en Delfia en was vanaf 1984 eigenaar van Sporthuis Ruisch in Delft. Hij haalde na die tijd diverse bekende sportmensen naar Delft. Nelli Kooman werd uitgenodigd om in Delft het wereldrecord stratenloop over 60 meter te verbeteren en de schaatsers Hein Vergeer en Evert van Benthem deden mee aan een wedstrijd plankschaatsen. Samen met anderen legde Stoelinga de basis voor de Delftse Penaltybokaal.

### Prins Carnaval
In 1984 was hij Prins Carnaval als Stadsprins Martin de Eerste, Kabbelaar de Negende.

### Overlijden
In de maand waarin hij overleed was Stoelinga nog aanwezig op de bruiloft van zijn dochter. Het huwelijk werd voltrokken door burgemeester Marja van Bijsterveldt. Hij had een vrouw, vijf kinderen, tien kleinkinderen en drie achterkleinkinderen.